# 峨眉带唇兰
峨眉带唇兰（学名：Tainia emeiensis）为兰科带唇兰属下的一个种。它们是中国的特有种，其模式标本采集于四川省峨眉山海拔800米的山坡林中。其种加词“emeiensis”意为“四川峨眉山的”。
在中国物种红色名录中峨眉带唇兰被列为绝灭。
现接受名为大花带唇兰（Tainia macrantha Hook.f., 1889）。